# イブン・ムクラ

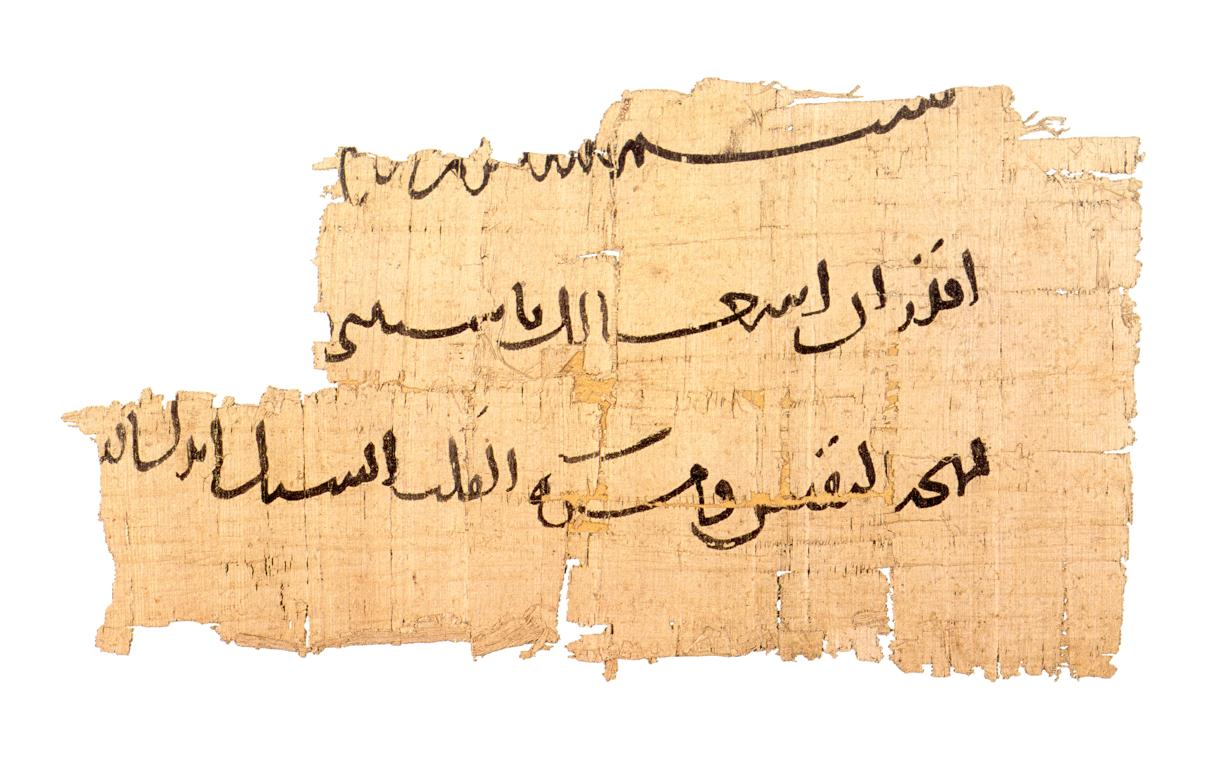
イブン・ムクラと同時代、9-10世紀のアラビア文字が記されたパピルス。

イブン・ムクラ（Ibn Muqla; 885年頃生940年7月20日歿）は10世紀前半にアッバース朝の高位職を歴任したペルシア人。権勢の全盛期は920年代末から930年代中葉である。この時期、3度にわたってバグダードで宰相職を務めた。勢力を拡大する地方領主に対抗したが、イブン・ラーイクに敗れ、獄死した（#生涯）。書家としても名高く、ナスフ体、スルス体、イジャーザ体の発案者として知られる（#書家として）。

## 生涯
名前を أبو علي محمد بن علي ابن مقلة (Abū ʿAlī Muḥammad b. ʿAlī, Ibn Muqla）という。ヒジュラ暦272年（西暦885又は886年）、アッバース朝の首都であるバグダードに生まれた。官僚としての最初の仕事はファールス地方の徴税官であった。908年に当時、権勢をふるった宰相アブー・ハサン・アリー・イブン・フラートに気に入られて、公文書の書記官に任命された。以後、中央行政において権力を持ち始める。当時のアッバース朝カリフ・ムクタディル（在位: 908年 - 932年）期は、カリフの支配によらず文官の官僚組織による帝国支配がアッバース朝の歴史上もっとも盛んになった時代である。しかしながら先代カリフまでの帝国再興のこころみもむなしく、記録的な財政赤字によりアッバース朝は傾いていた。ムクタディル期を通じて、バグダード宮廷を中心としたアッバース朝の政治的領域は、イブン・フラートと、そのライバルであるアリー・イブン・イーサー・ジャッラーフと、軍事力を持つムゥニス・ムザッファルの3者が決定的な影響を及ぼして展開した。イブン・ムクラはイブン・フラートとの結びつきが強く、彼が宰相職を2度目に務めた時（917年 - 918年）に再度書記官の職を与えられたにもかかわらず、最終的に彼を裏切る。ジャッラーフが実質的に宰相と同然の権力を持った918年から928年のあいだ、彼は重要なワクフ庁の長官に任命された。
イブン・ムクラは侍従のナスルとの交友を深め、これにより地位の保障を得た。928年にジャッラーフが失脚すると、イブン・ムクラは宰相の地位を得た。しかしながら当時帝国内部は混乱の極みにあった。929年にはカリフ・ムクタディルの弟ムハンマドが将軍ムゥニスにそそのかされ、反乱を起こした。反乱はすぐに鎮圧されたものの、ムゥニスとその一派は宮廷を牛耳り、イブン・ムクラを930年に辞任に追い込んだ。
ムクタディル死去（932年）の跡を継いだその弟ムハンマドは王号をカーヒル・ビッラーとして、イブン・ムクラを宰相に再登用した。カーヒルはみずからの権威を主張しようとしたが、イブン・ムクラ派とムゥニス派のどちらからも反対された。ムゥニスはひそかにカーヒル弑逆の陰謀を練ったが事前に逮捕され、殺された。それと同時にイブン・ムクラも解任された。宰相職にあった期間は6か月であった。その後イブン・ムクラはじしんが別の陰謀を指揮し、934年にカーヒルをカリフ位から除くことに成功した。カリフ位はカーヒルの甥、ラーディーが継いだ。
カリフ・ラーディーは当初、ジャッラーフを宰相に任命しようとしていたが、ジャッラーフは高齢を理由に断り、イブン・ムクラが3度目の宰相職に就いた。しかしながら宮廷はラーディー登位に功のあったムハンマド・イブン・ヤークートがもっとも権力を持っていた。イブン・ヤークートは935年4月に失脚し、その後、イブン・ムクラは統治のための権力をすべて掌握した。
当時、アッバース朝に差し迫っていた最大の危機は、地方のアミールなどの在地権力が独立した勢力に育ちつつあったことである。在地権力は、宮廷の内訌に乗じて地方の支配を強化したりバグダードへの税の貢納をサボタージュしたりして、アッバース朝を機能不全に陥らせていた。イブン・ムクラは、軍勢を近隣諸州に派遣して、アッバース朝に支配権があることを再主張することを決心した。最初に標的にしたのはジャズィーラのハムダーン朝である。935年にハムダーン朝の首都モスルに遠征軍を発した。しかし敗北し、バグダードに逃げ帰らざるをえなくなった。936年には反抗的なワースィトの統治者、ムハンマド・イブン・ラーイクを討伐しようとしたが、軍を発することすらできなかった。積み重なる経済的負債を解消するための政策が失敗したことも相まって、これらの軍事的失敗により、イブン・ムクラは解任され、逮捕された。
イブン・ムクラの解任は、アッバース朝カリフ権力の独立の終焉をも意味した。直後にイブン・ラーイクは amir al-umara なる新規な官職に任命された。これは「アミールたちのアミール」を意味するアラビア語で、日本語では「大アミール」と呼ばれている。大アミールはカリフから実際上の権力のすべてを奪い、軍事力を背景に、帝国を実質的に支配した。イブン・ラーイクはイブン・ムクラとその息子の財産を押収した。イブン・ムクラはこれに復讐するため大アミールに対する反乱の陰謀を企てた。しかしイブン・ラーイクは事前に気付き、イブン・ムクラを逮捕して右手を切り落とした。トルコ人の将軍バジュカム（元ズィヤール朝の奴隷軍人）の軍勢がイブン・ラーイクを除くためバグダードに迫ると、イブン・ラーイクはイブン・ムクラの舌も切り落とした。バジュカムがバグダードを落としたがイブン・ムクラは940年6月20日に牢獄の中で死んだ。

## 書家として
イブン・ムクラはナスフ体、スルス体、イジャーザ体を発案した書家としても有名である。ナスフ体は読みやすく流麗な筆記用の書体である。従来はクーフィー書体が聖典クルアーンを書き記すのに使用されていたが、以後、近代に印刷術が用いられるようになるまで、ナスフ体がずっと使われ続けた。蜜蜂が巣を六角形につくるのがあたりまえのことのように知っているように、イブン・ムクラの手は自然と文字を書き記したなどと伝えられ、彼は書家のなかの預言者のように崇敬された。マンスーブ書体はのちの11世紀の書家イブン・バウワーブがさらに洗練させた形で完成させる。「マンスーブ」とは「比率」を意味するのであるが、ヌクタ点の大きさ、アリフの高さ、円（サードの文字の独立形における左端の半円など）の直径という3要素でアラビア文字の書体を決定づけるという発想は、イブン・ムクラによるものである。
10世紀の書籍商イブン・ナディームによると、イブン・ムクラが書いたとされる著作がいくつかあるが、真正のものはない。

## 典拠
1. 1 2 3 4 5 6 7 8 9 10 11 12 13  Sourdel 1971, pp. 886–887.
2. ↑  Kennedy 2004, pp. 185–188.
3. ↑  Kennedy 2004, p. 191.
4. ↑  Kennedy 2004, pp. 193–194.
5. 1 2  Kennedy 2004, p. 194.
6. 1 2  Zetterstéen 1995, p. 368.
7. ↑  Kennedy 2004, pp. 194–195.
8. ↑  Kennedy 2004, pp. 195ff..
9. 1 2  “Ibn Muqlah | Islamic calligrapher” (英語). Encyclopedia Britannica. 2024年5月8日閲覧。
10. ↑  Selim, George Dimitri (1979). “Arabic Calligraphy in the Library of Congress”. The Quarterly Journal of the Library of Congress 36 (2):  140–177. ISSN 0041-7939. JSTOR 29781806.
11. ↑  Tabbaa 1991, pp. 119–148.
12. ↑  Grabar 1992, p. 38.
13. ↑  Osborn 2009, pp. 289–306.
14. ↑  Ali 1999, p. 81.